# Клейн, Френсис

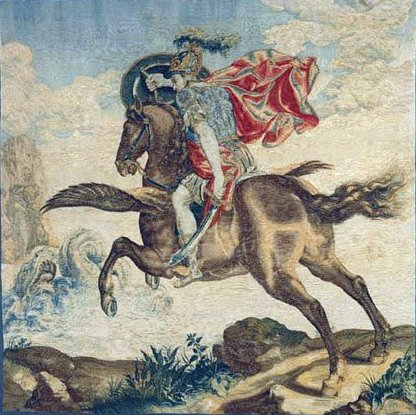
Фрэнсис Клейн. Персей и Андромеда

Фрэнсис Клейн (Франц Клейн, Francis Cleyn (Clein или Franz Klein); ок. 1582—1658) — немецкий художник, работавший в Англии.

## Биография
Франц Клейн родился в Ростоке, уже в молодости имел репутацию способного художника и работал при дворе короля Дании Кристиана IV. В 1611 году выполнил портрет короля (в настоящее время хранится в галерее Копенгагена) и работал над оформлением интерьеров, в том числе замка Русенборг. В Дании познакомился с сэром Робертом Анструтером, английским чрезвычайным послом при датском королевском дворе.
Четыре года Клейн учился в Италии — в Риме и Венеции, где познакомился с сэром Генри Уоттоном, английским послом в Венецианской республике. Через некоторое время после возвращения в Данию художник уехал в Англию, имея рекомендации от Анструтера и Уоттона к Карлу, принцу Уэльскому. Клейн не застал Карла в Англии, так как тот вместе с герцогом Бекингемом был в то время в Испании, но король Яков I радушно принял художника, увидев в нём того, кто будет работать на недавно созданной Фрэнсисом Крейном шпалерной мануфактуре в Мортлейке.
Так как Якову очень хотелось оставить у себя Клейна, то он обратился лично к королю Дании с просьбой отпустить художника, который был вынужден вернуться в Данию, чтобы закончить некоторые произведения, заказанные Кристианом. Яков предложил оплатить все расходы с тем, чтобы Клейн возвратился в Англию. Эта просьба была удовлетворена, Клейн поступил на службу к принцу Карлу и начал работать для мануфактуры в Мортлейке.
Когда Карл взошёл на престол в 1625 году, он пожаловал Клейну английское подданство и ежегодный пожизненный пенсион в размере 100 фунтов. По распоряжению короля в Мортлейке был построен дом для Клейна, в котором он поселился со своей семьёй и работал над копированием картонов, а также созданием оригинальных серий картонов для шпалер.
Карл I приобрёл пять из семи оригинальных картонов Рафаэля для серии шпалер «Деяния Апостолов», Клейн руководил их копированием и созданием по ним шпалер. Копии выполняли сыновья художника — Френсис и Джон. Эта серия и другие изделия шпалерной мануфактуры в Мортлейке высоко ценились, особенно по Франции, и продавались по всему континенту.
Цикл из шести шпалер с изображением истории Геро и Леандра, выполненный по эскизам Клейна, хранился в Лувре в Париже, а фрагменты обрамлений шпалер с гротесками — в Петуорте. Клейн был непревзойдённым мастером декоративных элементов, однако некоторые исследователи приписывают авторство бордюров с гротесками для «Геро и Леандра» Ван Дейку или другому известному художнику.
Вероятно, некоторое время под руководством Клейна работал Уильям Добсон, будущий придворный художник Карла I.
С началом гражданской войны в Англии Клейн занялся гравированием и созданием книжных иллюстраций. 

## Комментарии
1. ↑  Один из циклов шпалер «Геро и Леандр» был обнаружен в Примациальном дворце[англ.] в Братиславе в 1903 году[5].